# Старе Місто (Братислава)
Старе Місто (словац. Staré Mesto) — міська частина, громада округу Братислава I, Братиславський край. Кадастрова площа громади — 9.59 км².
Населення 42546 осіб (станом на 31 грудня 2020 року).

## Історія
Старе Місто згадується 907 року.